# Meganeura
Meganeura este un gen de insecte dispărute, din perioada Carboniferului. Meganeurele au trăit cu aproximativ 300 de milioane ani în urmă și se asemănau cu libelulele actuale. Meganeura monyi avea o anvergură de 75 cm, fiind una din cele mai mari insecte care au trăit vreodată pe Pământ. Meganeura au fost agresive, hrănindu-se cu alte insecte și chiar cu mici amfibieni. 

Cuvântul meganeura înseamnă "nervație mare ", referindu-se la rețeaua de nervațiuni ale aripilor.

Fosilele au fost descoperite în depunerile de cărbune în Franța, în 1880. Peste 5 ani, paleontologul francez Charles Brongniart a descris și a denumit fosilele. În prezent fosilele sunt adăpostite în Muzeul National d'Histoire Naturelle, de la Paris.

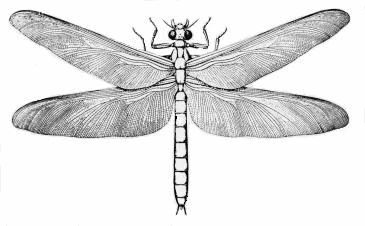
Reconstituire